# Baptismus
Baptisté jsou křesťané vyznávající víru v Ježíše Krista. Hlásí se k radikálnímu křídlu protestantské reformace. S ostatními protestantskými denominacemi sdílejí základní články víry, liší se však svým důrazem na osobní a vědomě vyznanou víru ve křtu (nekřtí nemluvňata) a pojetím církevního sdružování.
Mají kongregační strukturu – každý místní sbor je samostatný a každý člen sboru se demokraticky podílí na jeho vedení. Jednotlivé sbory jsou většinou sdruženy do národních jednot, do kontinentálních seskupení (např.: Evropská baptistická federace) a Světového svazu baptistů. Název baptisté má svůj původ v řeckém slově baptisein (βαπτίζειν), což znamená “ponoření” neboli křest.

## Nauka
Baptisté věří, že každé společenství křesťanů, každý sbor je místní církví v biblickém slova smyslu. Každý sbor je samostatný a nezávislý na jiných sborech či jiném nadřízeném orgánu. S těmi, kdo sdílejí stejné přesvědčení, se sdružují do národních a mezinárodních svazů.
Baptisté se nikdy nechtějí pokoušet přivést někoho k víře donucením. Rozhodnutí víry musí učinit každý naprosto dobrovolně. Právě mezi baptisty vzniklo jedno z prvních hnutí za náboženskou svobodu – vyznávají, že před Bohem je za svůj život zodpovědný každý sám za sebe. Vzhledem k tomu, že odmítají jakékoliv násilí ve věcech svědomí, požadují také důslednou odluku církve od státu. Věří, že spojení církve a státní moci bylo v dějinách církve vždy ke škodě.
Nejvyšší autoritou pro víru a život je Ježíš Kristus.
Stane-li se někdo členem baptistického sboru, stává se tím také součástí misijního hnutí – každý baptista je misionářem. Misie znamená šíření radostné zvěsti – evangelia o Boží lásce, o odpuštění hříchů a věčném životě díky oběti Pána Ježíše Krista. Misie však také zahrnuje ochranu slabých a bezmocných, pomoc v nouzi, šíření pokoje. Obojí, sociální pomoc i evangelizace, jsou nedílnou součástí misie. Baptisté chtějí i tímto způsobem vyjádřit, že v Ježíši Kristu mohou všichni nalézt plný život.

## Dějiny

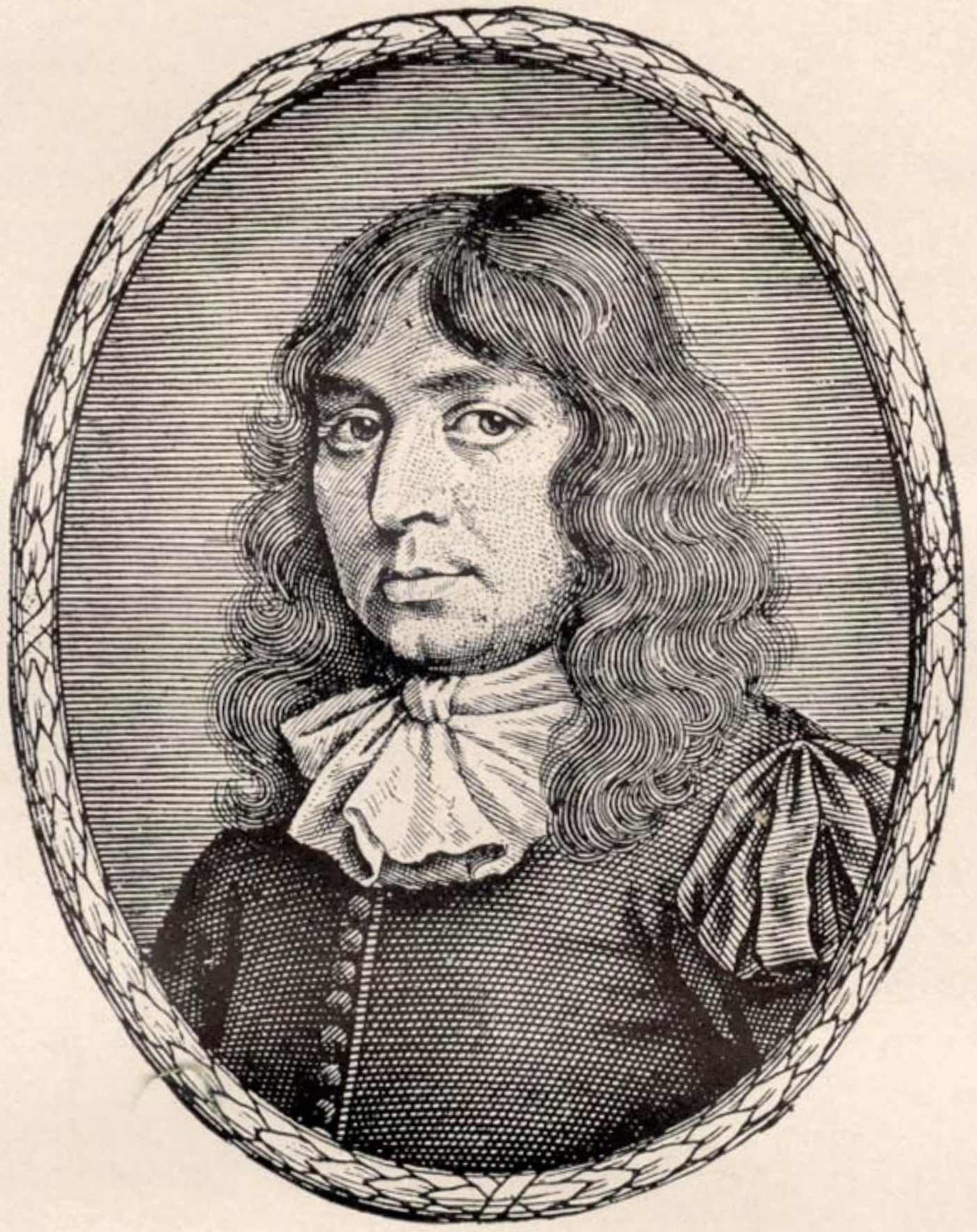
John Smyth

### Počátky baptistického hnutí
Bezprostřední kořeny baptistů se nacházejí mezi anglickými separatisty vzešlými z širokého proudu puritanismu, jakožto důsledku anglické reformace. První baptisté se zrodili roku 1609 v holandském Amsterdamu, kam se z Anglie uchýlil John Smyth, který se tři roky předtím rozešel s anglikánskou církví. Skupina separatistů kolem něj původně uprchla do Holandska kvůli pronásledování ze strany státní (anglikánské) církve. John Smyth a jeho spolupracovník Thomas Helwys se v exilu oddělili od jiných souvěrců (separatistů) a vytvořili roku 1609 první baptistický sbor. Skupina už v Holandsku usilovala o náboženskou svobodu a byla ovlivněna reformačním hnutím, zvlášť mennonity, potomky staršího anabaptistického hnutí. První baptistický sbor na anglické půdě, kam se Thomas Helwys z Holandska navrátil, vznikl v roce 1611 v Londýně.

### Rozmach hnutí v Evropě

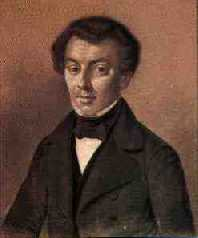
Johann Gerhard Oncken

Sbory baptistů v Evropě (mimo Velkou Británii) byly založeny převážně v 19. století vlivem německého misionáře a průkopníka baptismu Johanna Gerharda Onckena. Za vzdálených dozvuků působení novokřtěnců, především však hnáni vlnou pietismu 19. století, baptisté zakládali nové sbory nejprve v Německu a odtud v celé Evropě. Dnes jsou baptistické denominace v téměř každé evropské zemi.

## Baptisté v českých zemích

### Počátky
Na českém území začaly vznikat baptistické sbory před více než sto lety díky německým misionářům. Misijní práce tehdy začala především mezi německy mluvícím obyvatelstvem a Čechy žijícími na území Polska. Toto období je spjato s misionáři jako byli Gottfried Alf, August Meereis či Magnus Knappe. Snad úplně první čeští baptisté se objevili v roce 1872 v polském Zelově. První český baptistický sbor vznikl v Hleďsebi u Veltrus v roce 1885. U jeho zrodu stál August Meereis a Jindřich Novotný, který se stal jeho prvním kazatelem.

### Bratrská Jednota Chelčického (baptistů)
V prvním roce vzniku Československa jako samostatného státu bylo ustaveno sdružení baptistických sborů s názvem Bratrská jednota Chelčického. Při svém založení měla tato jednota 9 sborů se 1300 členy. Chelčického jméno v jejím názvu mělo pro baptistické sbory zásadní význam. Vytvořil se tak myšlenkový most mezi baptisty a českým předchůdcem reformace, který dříve než sami baptisté kázal myšlenky, na než kladli baptisté velký důraz. Jednou z těchto myšlenek byla radikální odluka církve a státu a požadavek svobodného školství.

### Bratrská jednota baptistů v Československu
Název denominace byl počátkem 50. let zjednodušen na Bratrská jednota baptistů (BJB). Ta až do konce roku 1993 zahrnovala všechny baptistické sbory na území Československa. K 1.1.1994 došlo v důsledku nového státoprávního uspořádání k rozdělení BJB na dvě organizačně samostatné Jednoty - v České republice a ve Slovenské republice.

### Bratrská jednota baptistů v České republice (1994–2019)
Bratrská jednota baptistů zahrnovala do roku 2019, kdy došlo vlivem dlouhodobého pnutí k jejímu rozkolu, téměř všechny baptistické sbory na území České republiky. V roce 2019 se rozdělila na dvě státem uznané denominace, Bratrskou jednotu baptistů (BJB) a Společenství baptistických sborů (SBS), a jedno doposud (2021) neregistrované uskupení s názvem Evangelikální baptisté. Od roku 2016 rovněž působí na území České republiky neformální společenství sborů Síť víry, které zahrnuje sbory sdružené jak v BJB tak SBS a dále baptistické sbory, které BJB kvůli svému odklonu od baptistického směrem ke konzervativně evangelikálnímu pojetí křesťanství nepřijala.

### Současnost

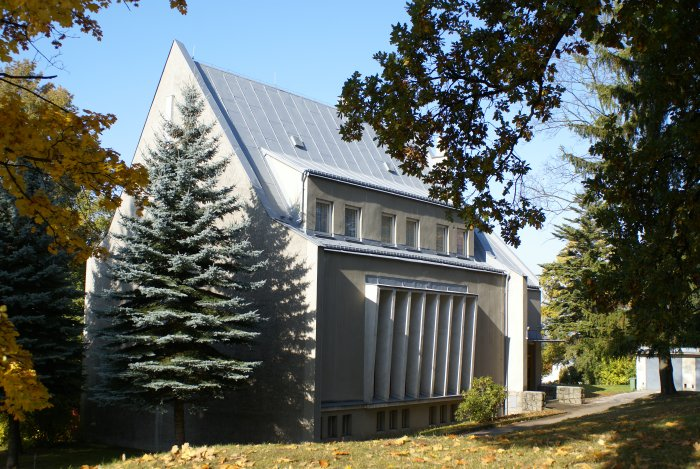
Baptistický sbor v Jablonci nad Nisou

Na území České republiky působí v současné době několik formálních i neformálních baptistických uskupení:
Bratrská jednota baptistůCírkev a náboženská společnost registrovaná podle zákona č. 308/1991 Sb. Členství v Bratrské jednotě baptistů je od jejího rozdělení v roce 2019 výlučného charakteru.
Evangelikální baptistéNeregistrované společenství sborů, které se v letech 2018–2019 o své vůli rozhodly odejít z Bratrské jednoty baptistů, když ta podle jejich názoru nepatřičně váhala s vyloučením sboru v Praze 4 z jednoty.
Síť víryNeformální baptistické uskupení zahrnující některé sbory obou výše zmíněných denominací a baptistické sbory v žádné z nich (registrované dle spolkového zákona).
Společenství baptistických sborůCírkev a náboženská společnost registrovaná podle zákona č. 3/2002 Sb. Sbory sdružené ve Společenství baptistických sborů mohou být součástí vícero baptistických uskupení. Členství je otevřené podobně jako je tomu v případě jiných baptistických svazů ve světě. Společenství je tvořeno jediným sborem v Praze 4, který byl r. 2019 vyloučen z Bratrské jednoty baptistů.

### Seznam sborů
Baptisté dnes mají v České republice asi dva a půl tisíce členů ve 45 sborech.

## Známí baptisté ve světě

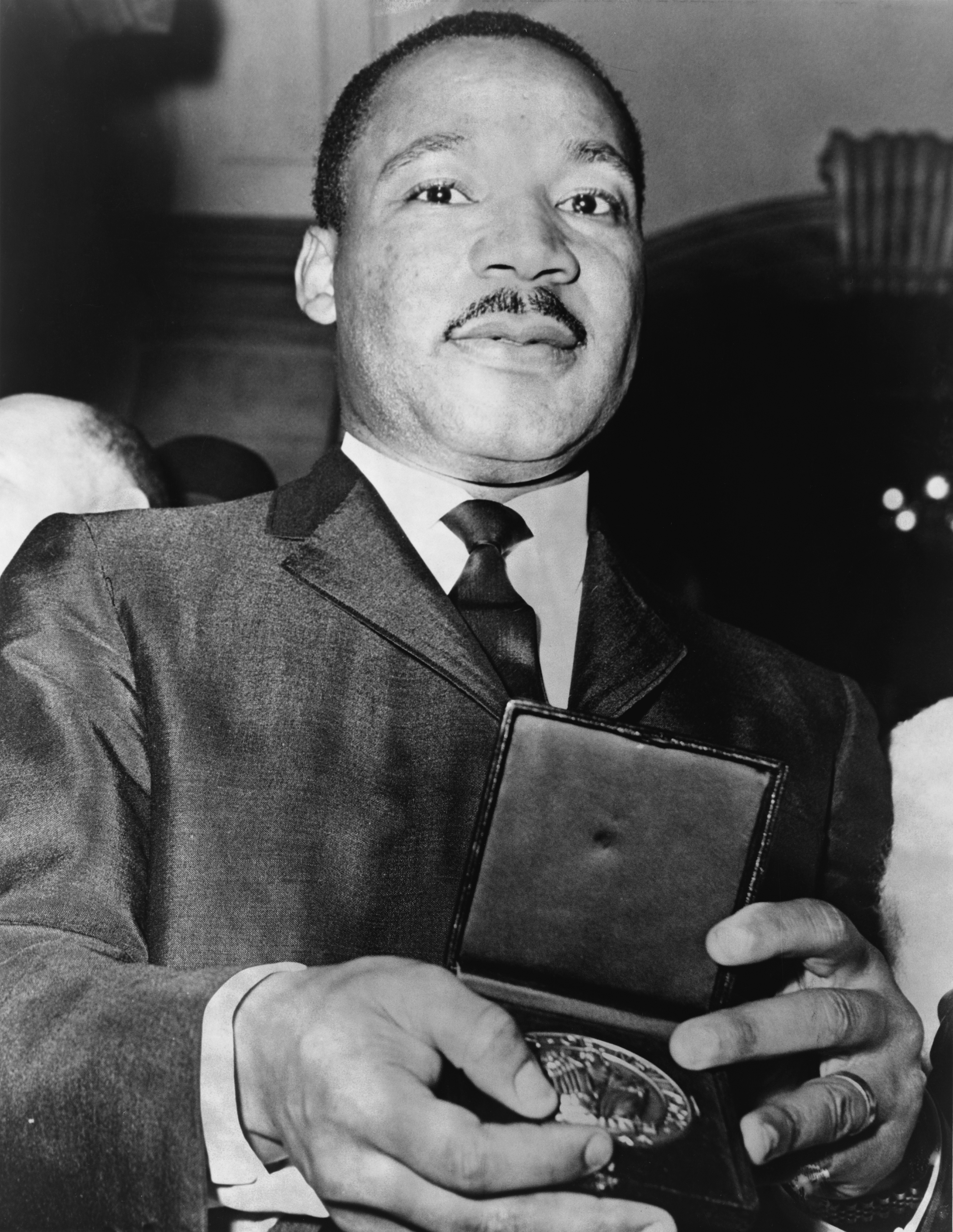
Martin Luther King

### Kazatelé, teologové a misionáři
- Tony Campolo (* 1935), americký sociolog, poradce prezidenta Billa Clintona
- William Carey (1761–1834), misionář známý jako “otec moderní misie”
- Steve Chalke (* 1955), britský kazatel, zakladatel Oasis Trust, aktivista a spisovatel
- William R. Estep (1920–2000), americký historik
- Andrew Fuller (1754–1815), anglický kazatel a teolog, podporovatel křesťanské misie
- Billy Graham (1918–2018), americký evangelista, poradce řady prezidentů, podle Galupova ústavu 7. nejobdivovanější postavou 20. století
- Stanley Grenz (1950–2005), americký teolog
- Adoniram Judson (1788–1850), americký misionář v Barmě
- Martin Luther King, Jr. (1929–1968), kazatel, obhájce lidských práv černých Američanů, držitel Nobelovy ceny míru
- Johann Gerhard Oncken (1800–1884), německý kazatel, průkopník baptismu na evropském kontinentě
- Walter Rauschenbusch (1861–1918), americký kazatel a teolog, ovlivnil Martina Luthera Kinga
- John Smyth (1570–1612), kazatel prvního baptistického sboru vůbec
- Charles H. Spurgeon (1834–1892), londýnský kazatel známý jako „kníže kazatelů“
- Glen Stassen (1936–2014), americký eticista a teolog
- Andrea Strübindová (* 1963), německá teoložka a profesorka církevních dějin
- Rick Warren (* 1954), pastor megasboru v Kalifornii, Time ho v roce 2005 jmenoval v seznamu 100 nejvlivnějších osobností světa
- Roger Williams (1603–1684), teolog a zakladatel státu Rhode Island

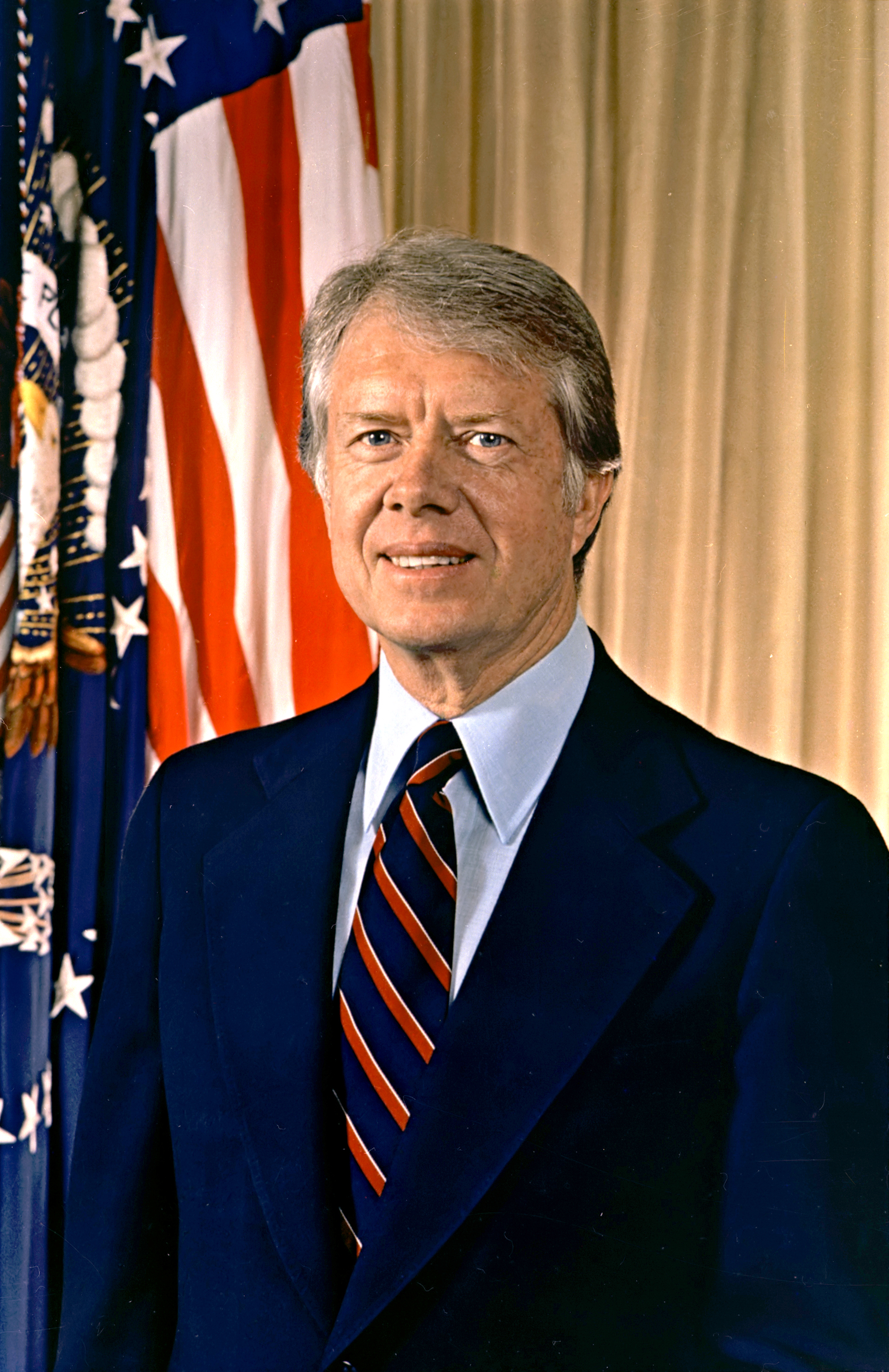
Jimmy Carter

### Politici
- James Callaghan (1912–2005), britský premiér v letech 1976–1979
- Jimmy Carter (1924–2024), 39. prezident USA a držitel Nobelovy ceny za mír
- Bill Clinton (* 1946), 42. prezident USA
- Al Gore (* 1948), viceprezident USA v letech 1993–2001
- Warren G. Harding (1865–1923), 29. prezident USA
- Kamala Harrisová (* 1964), viceprezidentka USA zvolená ve volbách 2020
- Charles Evans Hughes (1862–1948), americký republikánský politik a předseda Nejvyššího soudu USA
- Jesse Jackson (* 1941), aktivista za občanská práva, demokratický kandidát na prezidenta v roce 1984 a 1988
- Richard Mentor Johnson (1781–1850), viceprezident USA v letech 1837–1841
- Levy Mwanawasa (1948–2008), prezident Zambie v letech 2002–2008
- Olusegun Obasanjo (* 1937), prezident Nigérie v letech 1999–2007
- Nelson Rockefeller (1908–1979), viceprezident USA v letech 1974–1977
- Harry Truman (1884–1972), 33. prezident USA
- Oleksandr Turčynov (* 1964), ukrajinský politik, v roce 2014 prozatímní prezident Ukrajiny

### Spisovatelé, umělci a jiní
- John Bunyan (1628–1688), anglický spisovatel
- William Colgate (1783–1857), americký průmyslník
- Gary Chapman (* 1938), americký autor
- Mahalia Jackson (1911–1972), americká gospelová zpěvačka
- John D. Rockefeller (1839–1937), americký průmyslník
- Stevie Wonder (* 1950), americký popový zpěvák

## Statistika
Po celém světě je přibližně 100 milionů baptistů. V roce 2019 zahrnoval Světový svaz baptistů 47 milionů členů ve 241 členských denominacích. Ne všichni baptisté patří do Světového svazu, v roce 2004 kvůli teologickým neshodám z něj vystoupila největší baptistická denominace ve Spojených státech se 16 miliony členy. Velké svazy baptistů jsou také v Asii, Africe a Jižní Americe, například v Indii (2.4 milionů členů), Nigérii (7 milionů) nebo Brazílii (1.2 milionů). Spolu s dětmi (baptisté křtí až na základě osobního vyznání víry) jsou baptisté společenstvím, které tvoří až přes 110 milionů lidí. Největším rozvojem prošli baptisté utíkající z Evropy za náboženskou svobodou do USA. Dnes jsou ve Spojených státech po katolících největší křesťanskou komunitou. Silné zastoupení mají zvlášť v jihovýchodních státech USA.